# Вайсс, Гайя
Га́йя Вайсс (фр. Gaïa Weiss, род. 30 августа 1991, Париж, Франция) — французская модель и актриса

.

## Биография
Гайя Вайсс родилась во французско-польской семье с еврейскими корнями. В три года она начала профессионально заниматься балетом. Вайсс посещала Корс Флорент (фр. Cours Florent) во Франции и Лондонскую академию музыкального и драматического искусства; она начала выступать в 1999 году. Свободно говорит на французском, польском, английском языках и иврите.

## Актёрская карьера
Вайсс сыграла фрейлину Марии Стюарт Марию Флеминг в фильме «Мария — королева Шотландии» (2013), возлюбленную Геракла, дочь царя Крита Гебу в фильме «Геракл: Начало легенды» (2014), Торунн в телесериале «Викинги» (2014—2015) и Вивьен в фильме «Безумные преподы: Миссия в Лондон» (2015).
В 2017 году вышел фильм с её участием «Овердрайв».

## Фильмография
| Год       |   | Русское название                    | Оригинальное название                      | Роль                  |
| --------- | - | ----------------------------------- | ------------------------------------------ | --------------------- |
| 2013      | ф | Белая как молоко, красная как кровь | Bianca come il latte, rossa come il sangue | Беатрис Морель        |
| 2013      | ф | Мария — королева Шотландии          | Mary Queen of Scots                        | Мария Флеминг         |
| 2014      | ф | Геракл: Начало легенды              | The Legend of Hercules                     | Геба                  |
| 2014—2015 | с | Викинги                             | Vikings                                    | Торунн                |
| 2015      | ф | Безумные преподы: Миссия в Лондон   | Les Profs 2                                | Вивьен Гамильтон      |
| 2016      | с | Чужестранка                         | Outlander                                  | графиня Сен-Жермен    |
| 2017      | ф | Овердрайв                           | Overdrive                                  | Девин                 |
| 2017      | ф | Если подумать, жизнь прекрасна      | C’est beau la vie quand on y pense         | Хоэллиг               |
| 2018—2019 | с | Медичи                              | Medici                                     | Ипполита Мария Сфорца |
| 2019      | ф | Джуди                               | Judy                                       | Эбби                  |
| 2020      | ф | Бегущая в лабиринте                 | Méandre                                    | Лиза                  |
| 2020      | с | Революция                           | La Révolution                              | Марианна              |
| 2021      | ф | Остров призраков                    | Shepherd                                   | Рэйчел Блэк           |
| 2022      | ф | Клаустрофобы. Начало                | The Bunker Game                            | Лаура                 |
| 2022      | с | Мария-Антуанетта                    | Marie Antoinette                           | Жанна Дюбарри         |
| 2024      | с | Джентльмены                         | The Gentlemen                              | принцесса Розанна     |